# Quinto Fabio Ambusto (dittatore)
Quinto Fabio Ambusto (in latino Quintus Fabius Ambustus; fl. IV secolo a.C.) è stato un politico romano.

## Biografia
Nominato dittatore, all'indomani dell'umiliazione patita dai Sanniti alle Forche Caudine, per l'elezione dei nuovi consoli, si dimise per qualche irregolarità nell'elezione.